# Riddhi
Riddhi (IAST: ṛddhi), "la richesse", est l'une des conjointes de Ganesh dans la mythologie hindoue, avec Buddhi (l'intellect) et Siddhi (le succès). Elle est parfois la consorte de Varuna ou de Kubera, notamment dans le Mahabharata.